# Euxoa crassilinea
Euxoa crassilinea är en fjärilsart som beskrevs av Hans Daniel Johan Wallengren 1860. Euxoa crassilinea ingår i släktet Euxoa och familjen nattflyn. Inga underarter finns listade i Catalogue of Life.

## Bildgalleri

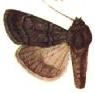